# Bezdrátové nabíjení
Bezdrátové nabíjení je označení pro způsob dobíjení baterie elektronických zařízení bez nutnosti použití kabelu mezi zařízením a zdrojem energie. Bezdrátový přenos energie je možný díky tomu, že obě zařízení, tedy jak zdroj, tak zařízení přijímající energii obsahují cívku (většinou měděnou). Z cívky ve zdroji se stává vodič, který když jím projde proud, vytvoří elektromagnetické pole. Díky elektromagnetickému poli je pak cívka v dobíjeném zařízení „aktivována“ a indukuje proud, který je posléze doveden až do baterie nabíjeného přístroje.

## Historie
Objevitelem teorie bezdrátového nabíjení je americký vynálezce Nikola Tesla. Na konci 19. století a na začátku 20. Tesla experimentoval s bezdrátovými přenosy energie, nicméně kvůli finančním problémům nebyl schopen svoji myšlenku dotáhnout do konce. Postupem času se ale ukázalo, že jeho teorie o bezdrátovém přenosu energie nebyla úplně nesprávná. I přesto, že se tedy jedná o více než sto let starý vynález, bezdrátový způsob dobíjení přístrojů začal být hojně využíván a vyvíjen až v posledních cca patnácti letech, kdy si jeho potenciálu všimli velcí hráči na poli elektroniky. Začali tak s vývojem vlastních technologií bezdrátového nabíjení a v roce 2008 byla za standard v bezdrátovém nabíjení ustanovena technologie Qi. Dnes ale známe mimo standardu Qi pět dalších technologií, které nám umožňují nabíjet různá zařízení bezdrátově.

## Využití
Se zařízeními podporující bezdrátové nabíjení se můžeme setkat dnes již prakticky všude. Jedná se o mobilní telefony, sluchátka, chytré hodinky, některé notebooky, ale také elektronické zubní kartáčky, a dokonce i auta. Do budoucna představuje bezdrátové nabíjení také velkou výhodu pro lidi mající voperované nějaké zařízení (např. kardiostimulátor). Díky bezdrátovému nabíjení by bylo možné prodloužit délku provozu těchto zařízení, která musejí být po určité době vyoperována a nahrazena kvůli docházející baterii.

## Druhy bezdrátového nabíjení
1. Radiové nabíjení – Tento způsob dobíjení je vhodný hlavně pro drobnou elektroniku (bezdrátové myši, naslouchátka apod.), která nepotřebuje ke svému provozu mnoho elektřiny. Tato zařízení už rádiové vlny používají a to proto, aby mohla sama o sobě fungovat bezdrátově.[9]
2. Indukční nabíjení – Je používáno hlavně u zařízení jako jsou chytré telefony, tablety a jim podobná elektronická zařízení.[9] Tento způsob nabíjení dokáže být velmi výkonný.[10]
3. Rezonanční nabíjení – Je vhodné především pro zařízení, jejichž provoz vyžaduje větší množství energie, může se tak jednat například o auto či vysavač.[9] Velkou výhodou tohoto způsobu nabíjení je, že je schopné napájet několik zařízení najednou a nabíjené zařízení nemusí být v konkrétní poloze vůči zdroji, aby k přenosu energie docházelo.[11]

## Reverzní nabíjení
Bezdrátové reverzní nabíjení umožňuje, aby se telefon samotný stal zdrojem energie. Je pouze potřeba, aby tuto funkci podporoval telefon, který se stává zdrojem energie a dobíjené zařízení podporovalo bezdrátové nabíjení, samo o sobě umožňovat reverzní nabíjení nemusí. Pak už stačí položit zařízení na záda telefonu a je možné nabíjet. Dobíjet takto lze například sluchátka, chytré hodinky ale i jiné telefony. První chytrý telefon s funkcí reverzního nabíjení představila společnost Huawei v roce 2018, konkrétně se jednalo o model Mate 20 Pro. Tuto funkci později svým uživatelům zpřístupnily u některých modelů svých telefonů také společnosti Samsung, Honor, Xiaomi, Lenovo, OnePlus nebo Oppo.